# Hakea erinacea
Hakea erinacea (лат.) — кустарник, вид рода Хакея (Hakea) семейства Протейные (Proteaceae), эндемик округа Юго-Западный Западной Австралии.

## Ботаническое описание

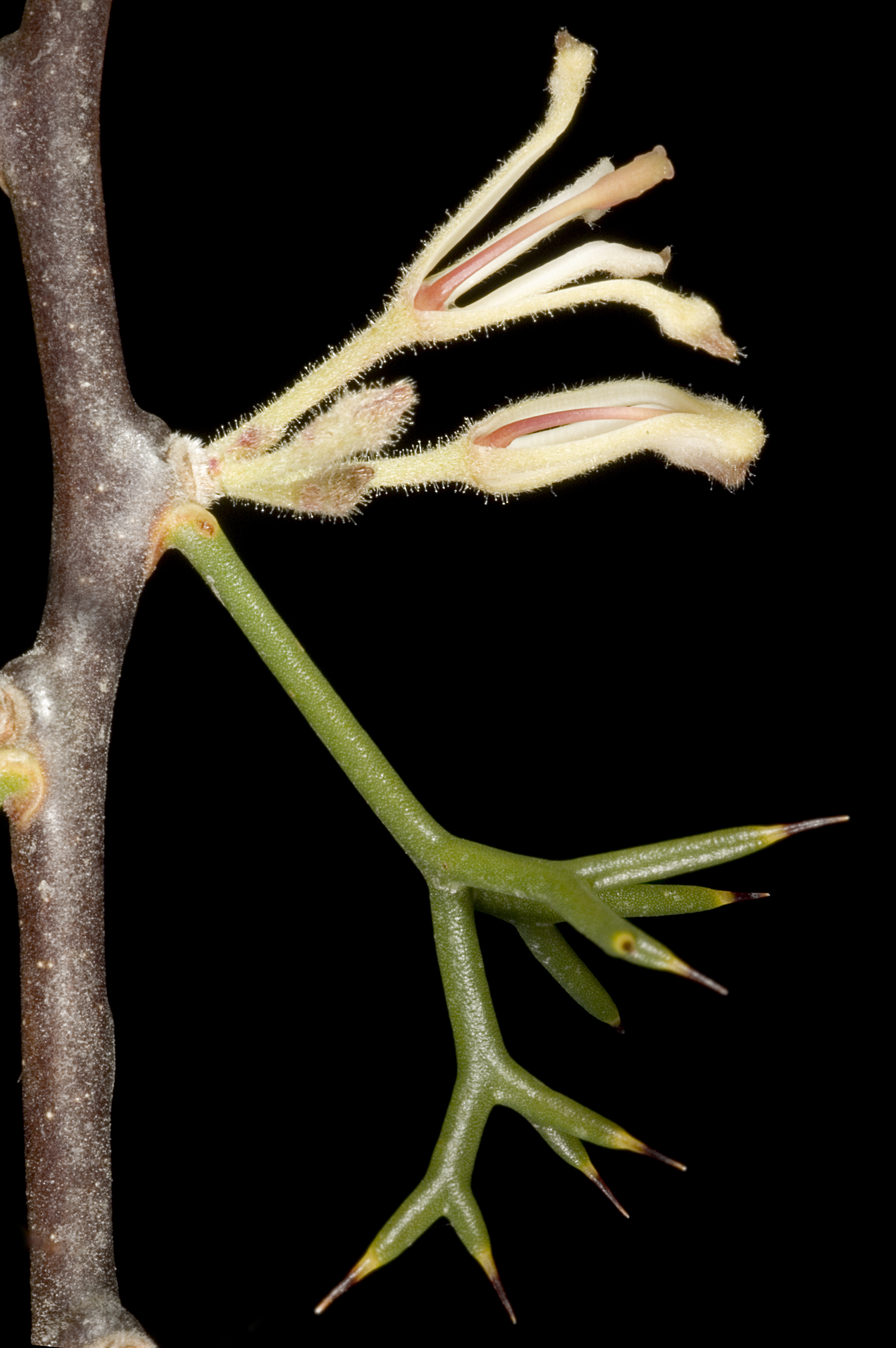
Лист и цветок H. erinacea вблизи.

Hakea erinacea — прямостоячий кустарник с колючими короткими листочками округлыми в сечении, его высота достигает 1,5 м в высоту и примерно такой же ширины. Цветки — от кремового до белого цвета с красными или фиолетовыми пестиками. Цветёт с мая по ноябрь. Маленькие гладкие плоды узкие, изогнутые и оканчиваются коротким заострённым клювом. Многие хакеи сохраняют свои плоды на растении, однако этот вид сбрасывает семена, когда они созревают.

## Таксономия
Вид Hakea erinacea был описан швейцарским ботаником Карлом Мейсснером в 1845 году. Видовой эпитет — от латинского erinaceus, означающего «ёж».

## Распространение и местообитание
H. erinacea эндемична округа Юго-Западный Западной Австралии. Растёт на песчаных суглинках, глине и латеритовом гравии на прибрежных равнинах и на хребте Дарлинг к северу от Перта.

## Охранный статус
H. erinacea имеет статус «не угрожаемый» от правительства Западной Австралии.